# مركز حماية البنية التحتية الوطنية
مركز حماية البنية التحتية الوطنية (بالإنجليزية: Centre for the Protection of National Infrastructure)‏ اختصارا CPNI، هو سلطة حكومة المملكة المتحدة التي تقدم المشورة الأمنية الوقائية للشركات والمؤسسات عبر البنية التحتية الوطنية.

## الأهداف
تهدف نصائحهم إلى تقليل تعرض البنية التحتية الوطنية للإرهاب والتهديدات الأخرى، والحفاظ على الخدمات الأساسية في المملكة المتحدة (التي تقدمها قطاعات الاتصالات وخدمات الطوارئ والطاقة والتمويل والغذاء والحكومة والصحة والنقل والماء). بدون هذه الخدمات، يمكن أن تعاني المملكة المتحدة من عواقب وخيمة، بما في ذلك الأضرار الاقتصادية الشديدة أو الاضطرابات الاجتماعية الخطيرة أو حتى الخسائر الكبيرة في الأرواح. تستهدف نصيحة مركز حماية البنية التحتية الوطنية بشكل أساسي البنية الأساسية الوطنية (CNI) - تلك العناصر الأساسية للبنية التحتية الوطنية والتي تعتبر ضرورية لاستمرار تقديم الخدمات الأساسية إلى المملكة المتحدة.

## التاريخ
تم تشكيل مركزحماية البنية التحتية الوطنية في 1 فبراير 2007 من خلال دمج الهيئات السابقة : المركز القومي لتنسيق أمن البنية التحتية (NISCC) والمركز القومي لاستشارات الأمن (NSAC). المركز القومي لتنسيق أمن البنية التحتية كان موجود لتقديم المشورة للشركات التي تعمل في البنية التحتية الوطنية الهامة، وكان المركز القومي لاستشارات الأمن وحدة ضمن المكتب الخامس يقدم المشورة الأمنية إلى أجزاء أخرى من حكومة المملكة المتحدة.
مركزحماية البنية التحتية الوطنية مسؤول أمام المدير العام لجهاز الأمن ويعمل بموجب قانون خدمات الأمن لعام 1989 . كجزء من المكتب الخامس، تم إعفاؤه من قانون حرية المعلومات .
في عام 2016، أخذ المركز القومي للأمن السيبراني CPNI الجوانب المتعلقة بالأمن السيبراني، وهو وكالة تابعة لـ مكاتب الإتصالات الحكومية البريطانية GCHQ .

## روابط خارجية
- موقع مركز حماية البنية التحتية الوطنية